# Ulrich (Nablus)
Ulrich (lat. Ulricus, frz. Olry; * vor 1100; † um 1155) war Vizegraf der Herrschaft Nablus und Herr von Vaux Moise.
Er ist erstmals im Jahr 1115 als Vizegraf von Nablus belegt, als er als Zeuge in einer Urkunde des Königs von Jerusalem genannt wird. 1130 wird neben ihm auch sein Bruder Peter urkundlich genannt. Die Herkunft der beiden Brüder ist nicht belegt, allerdings deutet die Kombination ihrer Namen auf eine Abstammung von den Grafen von Brixey in Lothringen hin.
Zwischen 1144 und 1152 wurde er mit der Burg und Herrschaft Vaux Moise im südlichen Ostjordanland belehnt. Diese Burg war für die Kontrolle der dortigen Karawanenwege für den König von einiger fiskalischer Bedeutung, war allerdings regelmäßigen Überfällen einheimischer Beduinen ausgesetzt, weshalb Königin Melisende die Sicherung der Burg nun Ulrich anvertraute.
Ulrich hatte einen Sohn namens Balduin, der ihn bei seinem Tod um 1155 beerbte.